# Céneri
 (avril 2021).
Si vous disposez d'ouvrages ou d'articles de référence ou si vous connaissez des sites web de qualité traitant du thème abordé ici, merci de compléter l'article en donnant les références utiles à sa vérifiabilité et en les liant à la section « Notes et références ».
Céneri ou Saint Céneri ou Sérenic (né entre 620 et 625 à Spolète, en Italie, et mort v. 669) est un religieux italien du VIIe siècle, évangélisateur de la Normandie, un ermite qui fonda dans l'Orne un monastère et une chapelle dans un village qui prit ultérieurement le nom de Saint-Céneri-le-Gérei.
Appelé en latin Serenicus (ou Senericus) et aussi en français Cérénic, Séléring ou Sénery, il est fêté le 7 mai, avec son frère saint Cénéré.

## Histoire et tradition
Diacre italien, né vers 620 à Spolète dans une famille noble, il arrive dans le Maine en 649 en compagnie de son frère saint Cénéré pour y vivre dans la pénitence. Les deux frères vivent d'abord ensemble une vie d'ermite et d'ascète à Saulges, dans le diocèse du Mans (Mayenne).
Céneri quitte ensuite son frère et se retire seul là où un village porte son nom, dans une boucle de la Sarthe, au diocèse de Sées, près d’Alençon. Il finit par accepter quelques disciples et construit une église dédiée à saint Martin de Tours et un établissement monastique. L'église est achevée par l'évêque saint Milehard de Sées.
Céneri serait mort vers 669. Il est invoqué pour les maladies de peau, les coliques infantiles, la fécondité.